# Heinrich Messner
Heinrich Messner (ur. 1 września 1939 w Obernberg am Brenner, zm. 19 października 2023) – austriacki narciarz alpejski, dwukrotny medalista olimpijski i trzykrotny medalista mistrzostw świata.

## Kariera
Pierwszą dużą międzynarodową imprezą w karierze Heinricha Messnera były igrzyska olimpijskie w Innsbrucku w 1964 roku. Wystąpił tam tylko w biegu zjazdowym, zajmując dziesiąte miejsce. W tej samej konkurencji był też czwarty na rozgrywanych dwa lata później mistrzostwach świata w Portillo, przegrywając walkę o brązowy medal z Franzem Voglerem z RFN. Niecały rok później, 5 stycznia 1967 roku w Berchtesgaden wygrał zawody w slalomie. Były to pierwsze w historii zawody pierwszego sezonu Pucharu Świata. Został tym samym pierwszym w historii zwycięzcą zawodów Pucharu Świata i pierwszym w historii liderem klasyfikacji generalnej tego cyklu. W kolejnych zawodach jeszcze trzykrotnie stawał na podium: 15 stycznia w Wengen był drugi w slalomie, 21 stycznia w Kitzbühel był trzeci w zjeździe, a 19 marca 1967 roku w Vail był trzeci w gigancie. W klasyfikacji generalnej dało mu to drugie miejsce, wyprzedził go jedynie Francuz Jean-Claude Killy. Ponadto w klasyfikacji slalomu był trzeci, a w klasyfikacjach zjazdu i giganta był piąty.
Najważniejszym punktem sezonu 1967/1968 były igrzyska olimpijskie w Grenoble. Zdobył tam brązowy medal w gigancie, ulegając tylko Jean-Claude Killy i Szwajcar Willy Favre. Na tych samych igrzyskach był czternasty w slalomie i czwarty w zjeździe, przegrywając walkę o podium ze Szwajcarem Jean-Danielem Dätwylerem. W zawodach pucharowych tylko raz stanął na podium – 15 marca 1968 roku w Aspen był drugi w biegu zjazdowym. W klasyfikacji generalnej zajął ostatecznie dziesiąte miejsce. Kolejny sezon ukończył na siódmej pozycji, zajmując jednocześnie drugie miejsce w klasyfikacji zjazdu. Na podium znalazł się cztery razy, nie odnosząc zwycięstwa: 11 stycznia w Wengen, 24 stycznia w Megève i 1 lutego 1969 roku w St. Anton am Arlberg był drugi w zjeździe, a 1 marca 1969 roku w Squaw Valley zajął trzecie miejsce w gigancie.
Z mistrzostw świata w Val Gardena wrócił bez medalu. W zjeździe zajął 17. pozycję, a w gigancie był czwarty, przegrywając walkę o brązowy medal z Dumengiem Giovanolim ze Szwajcarii. W zawodach Pucharu Świata na podium znalazł się trzykrotnie: 10 stycznia w Wengen był trzeci w zjeździe, 23 stycznia w Megève był drugi w tej konkurencji, a 6 marca 1970 roku w Heavenly Valley był trzeci w slalomie. W klasyfikacji generalnej pozwoliło mu to zająć ósme miejsce, ósmy był też w klasyfikacji zjazdu, a w klasyfikacji slalomu zajął siódmą pozycję. Najsłabsze wyniki osiągnął rok później, kiedy tylko raz stanął na podium – 6 stycznia 1971 roku w Berchtesgaden był drugi w slalomie. W klasyfikacji generalnej zajął 23. miejsce, a w żadnej z klasyfikacji poszczególnych konkurencji nie znalazł się w czołowej dziesiątce. Brał także udział w igrzyskach olimpijskich w Sapporo w 1972 roku, gdzie w swoim jedynym starcie, biegu zjazdowym, zajął trzecie miejsce. W zawodach tych lepsi okazali się jedynie dwaj Szwajcarzy: Bernhard Russi i Roland Collombin. Sezon 1971/1972 ukończył na dziesiątej pozycji, trzykrotnie stając na podium: 5 grudnia w Sankt Moritz i 12 grudnia 1971 roku w Val d’Isère był drugi w zjeździe, a 15 stycznia 1972 roku w Kitzbühel był trzeci w tej samej konkurencji. W 1972 roku zakończył karierę.
Po zakończeniu kariery został trenerem. Trenował między innymi reprezentację Austrii kobiet przez dwa sezony. Prowadził także szkołę narciarską, wypożyczalnię sprzętu narciarskiego oraz pensjonat w miejscowości Steinach am Brenner.

## Osiągnięcia

### Igrzyska olimpijskie
| Miejsce | Dzień       | Rok  | Miejscowość | Konkurencja | Czas biegu | Strata | Zwycięzca         |
| ------- | ----------- | ---- | ----------- | ----------- | ---------- | ------ | ----------------- |
| 10.     | 31 stycznia | 1964 | Innsbruck   | Zjazd       | 2:18,16    | +2,58  | Egon Zimmermann   |
| 4.      | 9 lutego    | 1968 | Grenoble    | Zjazd       | 1:59,85    | +1,18  | Jean-Claude Killy |
| 3.      | 12 lutego   | 1968 | Grenoble    | Gigant      | 3:29,28    | +2,55  | Jean-Claude Killy |
| 14.     | 17 lutego   | 1968 | Grenoble    | Slalom      | 1:39,73    | +4,42  | Jean-Claude Killy |
| 3.      | 7 lutego    | 1972 | Sapporo     | Zjazd       | 1:51,43    | +0,97  | Bernhard Russi    |

### Mistrzostwa świata
| Miejsce | Dzień       | Rok  | Miejscowość | Konkurencja | Czas biegu | Strata     | Zwycięzca         |
| ------- | ----------- | ---- | ----------- | ----------- | ---------- | ---------- | ----------------- |
| 10.     | 31 stycznia | 1964 | Innsbruck   | Zjazd       | 2:18,16    | +2,58      | Egon Zimmermann   |
| 4.      | 7 sierpnia  | 1966 | Portillo    | Zjazd       | 1:34,40    | +1,62      | Jean-Claude Killy |
| 10.     | 10 sierpnia | 1966 | Portillo    | Gigant      | 3:19,42    | +5,91      | Guy Périllat      |
| DNF1    | 14 sierpnia | 1966 | Portillo    | Slalom      | 1:41,56    | –          | Carlo Senoner     |
| 4.      | 9 lutego    | 1968 | Grenoble    | Zjazd       | 1:59,85    | +1,18      | Jean-Claude Killy |
| 3.      | 12 lutego   | 1968 | Grenoble    | Gigant      | 3:29,28    | +2,55      | Jean-Claude Killy |
| 14.     | 17 lutego   | 1968 | Grenoble    | Slalom      | 1:39,73    | +4,42      | Jean-Claude Killy |
| 3.      | 17 lutego   | 1968 | Grenoble    | Kombinacja  | 0,00 pkt   | +38,57 pkt | Jean-Claude Killy |
| DSQ2    | 8 lutego    | 1970 | Val Gardena | Slalom      | 1:39,47    | –          | Jean-Noël Augert  |
| 4.      | 10 lutego   | 1970 | Val Gardena | Gigant      | 4:19,19    | +2,92      | Karl Schranz      |
| 17.     | 15 lutego   | 1970 | Val Gardena | Zjazd       | 2:24,57    | +3,82      | Bernhard Russi    |
| 3.      | 7 lutego    | 1972 | Sapporo     | Zjazd       | 1:51,43    | +0,97      | Bernhard Russi    |

### Puchar Świata

#### Miejsca w klasyfikacji generalnej
- sezon 1966/1967: 2.
- sezon 1967/1968: 10.
- sezon 1968/1969: 7.
- sezon 1969/1970: 8.
- sezon 1970/1971: 23.
- sezon 1971/1972: 10.

#### Miejsca na podium
1. Berchtesgaden – 5 stycznia 1967 (slalom) – 1. miejsce
2. Wengen – 15 stycznia 1967 (slalom) – 2. miejsce
3. Kitzbühel – 21 stycznia 1967 (zjazd) – 3. miejsce
4. Vail – 19 marca 1967 (gigant) – 3. miejsce
5. Aspen – 15 marca 1968 (zjazd) – 3. miejsce
6. Wengen – 11 stycznia 1969 (zjazd) – 2. miejsce
7. Megève – 24 stycznia 1969 (zjazd) – 2. miejsce
8. St. Anton am Arlberg – 1 lutego 1969 (zjazd) – 2. miejsce
9. Squaw Valley – 1 marca 1969 (gigant) – 3. miejsce
10. Wengen – 10 stycznia 1970 (zjazd) – 3. miejsce
11. Megève – 23 stycznia 1970 (zjazd) – 2. miejsce
12. Heavenly Valley – 6 marca 1970 (slalom) – 3. miejsce
13. Berchtesgaden – 6 stycznia 1971 (slalom) – 2. miejsce
14. Sankt Moritz – 5 grudnia 1971 (zjazd) – 2. miejsce
15. Val d’Isère – 12 grudnia 1971 (zjazd) – 2. miejsce
16. Kitzbühel – 15 stycznia 1972 (zjazd) – 3. miejsce